# Moot-Moot
Moot-Moot est une série télévisée d'animation française en 15 épisodes de 13 minutes, créée par Éric Judor et Ramzy Bedia, et diffusée du 21 octobre au 31 décembre 2007 sur Canal+. En 2008, elle est rediffusée sur la même chaîne et sur Canal+ Décalé.

## Synopsis
La série prend place dans la ville fictive de Mootown et met en scène les mésaventures des Moot-Moot, une famille de moutons. Le père, Bernard, est directeur d'une usine de production de gazon, et la mère, Berthe, est un tyran domestique, fan de Karl LagerMoot (parodie de Karl Lagerfeld). Ils ont deux enfants et agneaux : Zinédina et Michel, âgés respectivement de 7 et 14 ans.

## Production
Moot-Moot a été réalisé par François Reczulski et fait usage de l'animation en 3D. Le générique de début est le morceau Infernal de Sébastien Tellier. Les humoristes Éric Judor et Ramzy Bedia assurent eux-mêmes la production de la série, via les sociétés 4 Mecs en baskets production, 4 Mecs à lunettes production et Franche Connection Animation. Par ailleurs, Moot-Moot est la deuxième collaboration d'Éric et Ramzy dans l'animation, le duo ayant déjà doublé les personnages de Razmo et Rapido, respectivement, dans la série d'animation Ratz, diffusée en 2003, produite par Xilam.
Selon Planète Jeunesse, « la mise en scène de Moot-Moot est essentiellement liée au jeu des acteurs. C'est à partir du scénario que leurs voix sont enregistrées, et, outrepassant l'étape traditionnelle du storyboard, l'animatique est réalisée d'après ces enregistrements. [...] Mais sous ce coté délirant se cache tout de même une morale sur notre société, vu ici comme peuplée de moutons. Certains sujets « chaud » comme le racisme, l'anorexie, la course à l'argent, et les licenciements massifs sont évoqués, mais poussés à l'absurde. »

## Fiche technique
- Réalisation : François Reczulski
- Design et réalisation artistique : Clément Oubrerie
- Réalisation générique : Quentin Dupieux
- Musique : Olivier Lanneluc
- Musique du générique : Infernal de Sébastien Tellier

## Épisodes
(Lorsque deux titres séparés par un slash sont mentionnés, le premier est celui annoncé par Canal+ et le second est celui mentionné par Toutelatélé et apparaissant à l'écran)
1. L'Enfer de la mode
2. Iromoot 1 : les Internet
3. Iromoot 2 : le retour des Internet
4. Patron = grosse merguez
5. Grand Dièse
6. Sans ta clause
7. Les grosses tètent
8. Maxi maxi quiz
9. Casse la dope
10. Le Québécois
11. Épisode numéro 19
12. Le Cancer de Saint-Glinglin[8] / Le Cancer de la sein (Glinglin)[7]
13. Proot Moot
14. Piège en haute grue
15. La Fête de l'Aid[8] / Aïd sur la ville[7]

## Voix
- Éric Judor : Bernard Moot-Moot, Mr. Pran, Broot Lee, Karl LagerMoot[9]
- Ramzy Bedia : Berthe MootMoot[9]
- Audrey Vernon : Zinédina Moot-Moot[9]
- Fred Testot : Michel Moot-Moot, Le Grand Prêtre, Sheriff[9],[10]
- Omar Sy : Tanguy, le reporter, Isidore, Jean-Claude, Mamadou Bisonabiso[9]
- Booba : Bou Le Loubi[9]
- Diam's : La grutière[9]
- Julie Ferrier : Madame Rookmoot
- George Eddy : Dallas
- Élie Semoun : Monsieur Patel
- Michaël Youn : Harchibald de Montgolfier[9]
- Stéphane Rousseau : Jean Guy Gagnant, Jean Guy Gougnant
- Romain Berger
- Anne Depétrini : Mademoiselle Rookmoot
- Hafid Ferdjioui Benamar
- Xavier Fagnon : voix additionnelles
- Cédric Dumond : voix additionnelles
- Vincent Ropion : voix additionnelles

## Distinctions
En juin 2008, le premier épisode de la série, l'Enfer de la mode, remporte le prix de la meilleure série télévisée pendant la 3e édition du Festival international du film d'animation d'Annecy. Elle obtient également une « mention spéciale » lors du Festival du film d'animation de Stuttgart en 2009.